# Domitius Ulpianus
Domitius Ulpianus (cunoscut mai ales ca Ulpian, n. 170 d.Hr., Tir, Imperiul Roman – d. 228 d.Hr., Roma, Imperiul Roman) a fost un jurist roman. 
El a fost considerat unul dintre marile autorități juridice din timpul său și a fost unul dintre cei cinci juriști pe care urmau să se bazeze deciziile, în conformitate cu legea citațiilor (Lex citationum)  a lui Valentinian al III-lea.

## Biografie
Ulpian a fost, împreună cu Iulius Paulus, asesor al lui Papinianus în epoca în care acesta este prefect al pretoriului (203 - 212). Magister a libellis sub Caracalla, exilat de Elagabal (218 - 222), rechemat de Alexandru Sever (208 - 235) care îl numește praefectus annonae apoi praefectus praetorio (222), membru al Consiliului principelui, devenind una din personalitățile cele mai influente ale Imperiului, Ulpianus este ucis la scurt timp însă de o rebeliune a pretorienilor din Roma.

## Opera
Opera sa, extrem de bogată (peste 280 cărți) și variată, redactată în cea mai mare parte în timpul domniei lui Caracalla (211-217), cuprinde un comentariu la edictul pretorian, Ad edictum (81 cărți), un comentariu la opera lui Massurius Sabinus, Ad Sabinum (51 cărți), lucrări de drept familial (tratând legile epocii lui Augustus, Lex Iulia et Papia - 20 cărți, Lex |Iulia de adulteriis - 5 cărți), de drept administrativ (De oficiis proconsulis - 10 cărți), precum și manuale (Institutiones - 3 cărți, Regulae - 7 cărți). Ulpianus este autorul cel mai mult citat (peste 2500 de fragmente) în Digesta lui Iustinian cel Mare (circa 1/3 din aceasta). Este, de asemenea, juristul roman din a cărui operă s-au păstrat cele mai numeroase fragmente, remarcabile prin claritatea și accesibilitatea stilului, oferind o imagine cuprinzătoare asupra literaturii și practicii juridice a vremii.

## Legături externe
- en Frier, B (1982). „Roman Life Expectancy: Ulpian's Evidence”. Harvard Studies in Classical Philology. United States. 86: 213–51. doi:10.2307/311195. ISSN 0073-0688. JSTOR 311195. PMID 16437859.
- en Hassl, Andreas R (2008). „The Significance of Malaria in the Western Roman Empire: A text passage in the Digesta”. Wien. Klin. Wochenschr. Austria. 120 (19-20 Suppl 4): 11–14. doi:10.1007/s00508-008-1033-2. ISSN 0043-5325. PMID 19066765.